# Chiesa di San Giuliano (Tusa)
La chiesa di San Giuliano è una chiesa di Tusa.

## Storia e descrizione
Fu edificata nel 1565, ed era la sede della confraternita del Santissimo Crocifisso, unificata con quella del Santissimo Rosario nel 1625.
La chiesa è ad unica navata, con tre altari, il centrale dedicato al santissimo crocifisso, quelli laterali alla Madonna del Rosario e a san Giuliano. Il quadro dedicato al santo titolare si trova oggi nella chiesa di San Giovanni Battista.
Danneggiata dal terremoto del 1693, fu restaurata tra il 1714 e il 1719, ma i restauri non restituirono né la volta né la gradinata esterna. Nel 1977 la confraternita si sciolse e la chiesa fu abbandonata.